# Упка
Упка — река в России, протекает по Тульской области. Правый приток реки Упы.

## География
Река Упка берёт начало в лесах у деревни Поповкино. Течёт на запад. Устье реки находится в 166 км от устья Упы. Длина реки составляет 20 км, площадь водосборного бассейна — 87,6 км².

## Данные водного реестра
По данным государственного водного реестра России относится к Окскому бассейновому округу, водохозяйственный участок реки — Упа от истока и до устья, речной подбассейн реки — Бассейны притоков Оки до впадения Мокши. Речной бассейн реки — Ока.
Код объекта в государственном водном реестре — 09010100312110000019212.